# Aldobrandino da Siena

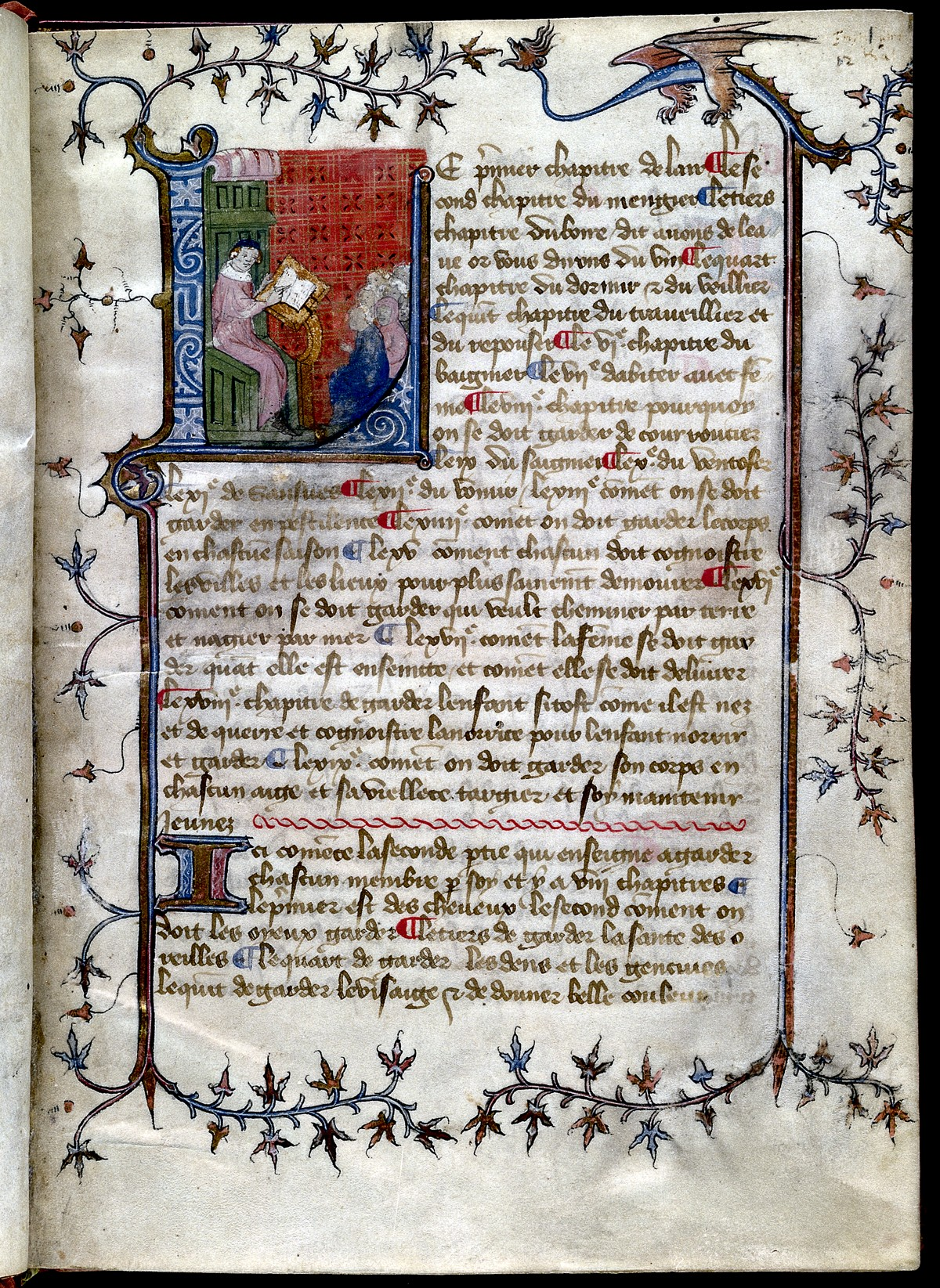
Manoscritto francese del trattato Le régime du corps, Wellcome Library, MS31.

Aldobrandino da Siena (Siena, ... – 1287?) è stato un medico italiano.

## Biografia
Di un "Magister Aldobrandinus de Senis, physicus" ci parla un documento datato 17 maggio 1287; la preziosa testimonianza è stata portata alla luce da Antoine Thomas in un articolo del 1906,dove si fa riferimento anche al testamento di Aldobrandino, scoperto nel Cartulaire de Montieramey (n. 428 pag. 379) ed edito da Lalore nel 1890.
Dopo la denominazione physicus, infatti, il documento riporta "Trecis commorans": il medico aveva lasciato la sua casa di Troyes ai frati della diocesi di S. Antonio di Vienne e, probabilmente, il 1287 coincide anche con la data della sua morte. L'informazione riportata da Thomas si rivela fondamentale anche per l'indicazione dell'etnonimo di riferimento, confermando la provenienza senese del medico scrittore contro la lezione riportata da alcuni manoscritti del secolo XIII, che riportano Alebrans de Florence.
Se per gli ultimi anni francesi di Aldobrandino vi sono fonti attendibili grazie al citato testamento, gli anni trascorsi in Italia, invece, sono avvolti da un alone di mistero, creato a partire dalle "carte di Arborea", ossia 40 pezzi tra pergamene e codici che furono fatti pervenire da ignoti alle biblioteche di Cagliari, Firenze e Siena tra il 1846 e il 1865. In questi documenti, come mostra Bisson, vi sono liriche italiane attribuite ad un Aldobrando da Siena nato nel 1112 e morto nel 1186. Aldobrando compare nelle carte insieme ad altri poeti come Gherardo da Firenze e Bruno de Thoro e, a detta di Luisa Mulas, è "il più amato dagli ammiratori delle poesie delle Carte"; tale Aldobrando sarebbe nato a Siena da famiglia di origine pavese, era diventato poeta alla scuola di Gherardo e qui aveva stretto amicizia col cagliaritano Bruno. La notizia fu ripresa anche da Bartoli, ne I viaggi di Marco Polo 12, p. LXIII, in cui lo studioso identificò Aldobrandino con l'autore del Régime sostenendo di posticipare di un secolo la datazione, per cui lo scrittore sarebbe nato nel 1212 e morto nel 1286. Le "carte di Arborea", tuttavia, si sono rivelate una vera e propria falsificazione, considerata soprattutto la fonte del 1287 resa nota grazie ad Antoine Thomas, che rimane oggi la più attendibile e costituisce anche il punto di partenza della voce del Dizionario Biografico degli Italiani dedicata ad Aldobrandino e firmata da Mario Marti.

## Opere
La sua opera fondamentale è costituita da Le Livre pour la santé du corps garder et de chacun membre, pour soi garder et conserver en santé, composé à la requête du roi de France, par maître Aldebrandin garder, che tratta in maniera particolare di igiene e dietetica seguendo la teoria umorale ippocratico-galenica, la medicina islamica e i precetti della Scuola medica Salernitana. Il libellus, noto come Le régime du corps, fu scritto in antico francese nel 1256. La committenza più plausibile è quella sostenuta da Beatrice di Savoia, moglie dell'ultimo conte di Provenza Raimondo Berengario IV di Provenza, in occasione di un viaggio della contessa in visita alle sue quattro figlie, tutte regine, avvenuto nel 1256. Aldobrandino avrebbe così dato vita alla sua opera partendo da un sostrato di informazioni, da un libello preesistente, per donare poi a Beatrice di Savoia il Régime, vero e proprio prontuario igienico-sanitario utile al viaggio della contessa. Altri manoscritti, invece, non concordano con questa tradizione e propendono per altre committenze: si parte da Bianca di Castiglia, madre del re Luigi IX, passando per lo stesso re francese e un tale Benedetto da Firenze per arrivare, ipotesi affascinante ma storicamente poco plausibile, all'imperatore Federico II di Svevia. Bisson spiega la dedica a Federico II con l'interesse dell'autore per le opere scientifiche greche e arabe, sottolineando l'importanza di tale riferimento alla corona sveva, dal momento che rafforzava l'autorità dell'opera e di Aldobrandino, il quale si sarebbe servito di tale feconda situazione culturale.
Aldobrandino avrebbe dunque anche potuto far parte di quel circolo culturale che animava la corte di Federico II di Svevia e che si sarebbe estinto con la morte dell'imperatore nel 1250. Nonostante ciò, Bisson e Fery-Hue, considerano sospetta la dedica a Federico II, poiché presente soltanto in manoscritti più tardi; inoltre, la Fery-Hue propone un'ipotesi alternativa:
Le Régime du corps, commandé par Frédéric II, curieux de médecine et de sciences, n' aurait pu lui etre remis, pour des raisons inconnues, et une de ses versions aurait été, par la suite, offerte a la comtesse de Provence.
Il suo Régime du corps venne tradotto in latino, italiano, catalano e fiammingo ed è considerato il primo testo medico scritto in francese. La versione fiorentina ha conosciuto una vastissima diffusione e costituisce una preziosa testimonianza della lingua italiana delle origini; il più famoso volgarizzamento, noto come La santà del corpo, è ad opera di Zucchero Bencivenni.
Bencivenni, la cui professione è tuttora dubbia (forse notaio o medico), volgarizzò il trattato direttamente dall'antico francese al volgare fiorentino. Per avere un'idea della ricca e aggiornata biblioteca di Bencivenni, basta leggere le digressioni presenti ne La santà del corpo: il fiorentino possedeva sicuramente il Palladio, lo pseudo-Aristotele del Secretum secretorum, Pietro Crescenzi e Albertano da Brescia. Zucchero Bencivenni è stato poi menzionato come esempio di lingua sin dalla prima impressione del Vocabolario della Crusca (Venezia, 1612), dopo che il suo nome fu citato nel 1573 tra i deputati alla correzione del Decameron nelle loro Annotazioni e nello spoglio effettuato da Leonardo Salviati nel 'quaderno Riccardiano' (Fi BR 2197) 51; l'inserzione de La santà del corpo nel canone delle opere citate ha portato così al grande risultato di vedere lemmatizzati i numerosi termini specialistici, legati soprattutto all'ambito della medicina, dell'anatomia, della farmacia, della botanica, della dietetica e della fisiognomica.
L'aspetto innovativo del trattato è costituito senza dubbio dalla scelta della lingua, il volgare: la novità del volgare era quella di trasmettere un testo scientifico, per cui la lingua conobbe una 'rivoluzione' interna, che si tradusse in numerosi prestiti da altre lingue. Della classicità, del contesto cioè che elevò la medicina al rango di scienza, sono numerosi i prestiti, ma un'altra fondamentale eredità è quella lasciata dai testi di medicina araba. Considerata la completezza del trattato, incentrato sul mantenimento dello stato di salute del corpo umano e sull'alimentazione da seguire per preservarlo dalle malattie, la Santà si caratterizza per la sua lingua densa di tecnicismi, che spaziano dall'anatomia all'arte culinaria, passando per l'erboristica.